# Francisco Ilarregui
Francisco Ilarregui (Curuzú Cuatiá, 6 maggio 1997) è un calciatore argentino, attaccante dell'Argentinos Juniors.

## Caratteristiche tecniche
È un'ala mancina.

## Carriera
Cresciuto nelle giovanili del Quilmes, ha esordito in prima squadra il 9 settembre 2014 in occasione del match di campionato vinto 4-0 contro l'Arsenal Sarandí.
Nel 2018 è stato acquistato dall'Argentinos Juniors.

## Statistiche

### Presenze e reti nei club
Statistiche aggiornate al 18 agosto 2018.
| Stagione        | Squadra         | Campionato      | Campionato | Campionato | Coppe nazionali | Coppe nazionali | Coppe nazionali | Coppe continentali | Coppe continentali | Coppe continentali | Altre coppe | Altre coppe | Altre coppe | Totale | Totale | Totale |
| Stagione        | Squadra         | Comp            | Pres       | Reti       | Comp            | Pres            | Reti            | Comp               | Pres               | Reti               | Comp        | Pres        | Reti        | Pres   | Reti   |        |
| --------------- | --------------- | --------------- | ---------- | ---------- | --------------- | --------------- | --------------- | ------------------ | ------------------ | ------------------ | ----------- | ----------- | ----------- | ------ | ------ | ------ |
| 2014            | Quilmes         | PD              | 4          | 1          |                 | -               | -               |                    | -                  | -                  |             | -           | -           | 4      | 1      |        |
| 2015            | Quilmes         | PD              | 1          | 0          | CA              | 0               | 0               |                    | -                  | -                  |             | -           | -           | 1      | 0      |        |
| 2016            | Quilmes         | PD              | 0          | 0          | CA              | 0               | 0               |                    | -                  | -                  |             | -           | -           | 0      | 0      |        |
| 2016-2017       | Quilmes         | PD              | 5          | 0          | CA              | 1               | 0               |                    | -                  | -                  |             | -           | -           | 6      | 0      |        |
| 2017-2018       | Quilmes         | PN              | 22         | 2          | CA              | 0               | 0               |                    | -                  | -                  |             | -           | -           | 22     | 2      |        |
| Totale carriera | Totale carriera | Totale carriera | 32         | 3          |                 | 1               | 0               |                    | -                  | -                  |             | -           | -           | 33     | 3      |        |